# Young Buck
David Darnell Brown, poznat kao Young Buck (Nashville, Tennessee, 15. ožujka 1981.), Član njujorškog rap sastava G-Unit.

## Životopis

### Rani život
Young Buck počeo se baviti glazbom s 12 godina, a snimati u studiu s 14. Otkrio ga je poznati reper Birdman, kada je Buck imao 16 godina (Buck je vodio battle s mlađim rapperom).Tada Buck počinje snimati s Cash Moneyem. Kasnije se Young Buck pridružio skupini G-Unit.

### G-Unit
50 Cent je dao priliku Young Bucku da se pojavi na njegovom prvom albumu Get Rich Or Die Tryin'.Poslije toga, pojavljuje se na G-Unitovom prvom albumu Beg For Mercy. Važno je napomenuti da je Young Buck, prije nego što je bio izbačen iz G-Unita, snimio s njima nekoliko pjesama za novi album T.O.S., kao i spotove. Kasnije, kada je izbačen, izrezali su ga iz spotova. 7. travnja 2008. u intervjuu s Miss Jones na
Hot 97, 50 Cent izjavljuje da Young Buck više nije član G-Unita, ali da je još uvijek potpisan za G-Unit Records. Kasnije Buck odlazi u Cashville Records i pridružuje se bivšoj 2pacovoj
pratećoj skupini Tha Outlaw Immortalz ili skraćeno Tha Outlawz.
Dok je Buck bio član G-Unita, bio je u svađama s The Gameom, DJ Khaledom i Lil' Wayneom. Poslije, kada je izbačen iz G-Unita, pomirio se s njima.

## Diskografija
- Straight Outta Cashville (2004.)
- Buck the World (2007.)
- The Rehab (2010.)

## Filmografija
| Film   | Film                    | Film          | Film                    |
| Godina | Film                    | Uloga         | Bilješke                |
| ------ | ----------------------- | ------------- | ----------------------- |
| 2005.  | Get Rich or Die Tryin'  | Izvođač       | "I'll Whip Ya Head Boy" |
| 2006.  | Loyalty & Respect       | Smoke         |                         |
| 2008.  | Drillbit Taylor         | Pisac/Izvođač | "Push Em Back"          |
| 2009.  | Sonicsgate              | Izvođač       | "Dead Wrong"            |
| 2009.  | A Billion Bucks         | On sam        | Dokumentarac            |
| 2011.  | Beef: Behind the Bullet | On sam        | Dokumentarac            |
| 2011.  | No Warning              | TBA           | Glavna uloga            |

## Vanjske poveznice
- Službena stranica  Arhivirana inačica izvorne stranice od 11. svibnja 2010. (Wayback Machine)
- Young Buck na MySpaceu
- Young Buck na Allmusicu
- Young Buck na Internet Movie Databaseu